# Tarrington (Royaume-Uni)
Pour les articles homonymes, voir Tarrington.
Tarrington est une paroisse civile et un village du Herefordshire, en Angleterre.